# Lowiaceae
Lowiaceae é uma família de plantas com flores, que possui um só género , Orchidantha, com 17 espécies. São naturais desde o sul da China a Bornéu. Orchidantha significa "flor-orquídea", pois as suas pétalas modificam-se, parecendo uma orquídea. Uma espécie, Orchidantha inouei, de Bornéu, imita o odor de animais para atrair pequenos Onthophagus, como polinizador.

## Taxonomia
A família foi reconhecida pelo sistema APG III. O sistema Linear APG III atribuiu-lhe o número de família 83. A família já havia sido reconhecida pelo sistema APG II.

## Espécies
Lista de espécies e sinónimos, sensu Royal Botanic Gardens, Kew, citado no APWeb:
- Orchidantha N.E.Br.
  - Orchidantha borneensis  N.E.Br., Gard. Chron., n.s. (1886)
  - Orchidantha chinensis  T.L.Wu (1964)
  - Orchidantha fimbriata  Holttum (1970)
  - Orchidantha foetida  Jenjitt. & K.Larsen (2002 publ. 2003)
  - Orchidantha grandiflora  Mood & L.B.Pedersen (2001)
  - Orchidantha holttumii  K.Larsen (1993)
  - Orchidantha inouei  Nagam. & S.Sakai (1999)
  - Orchidantha insularis  T.L.Wu (1964)
  - Orchidantha laotica  K.Larsen (1961)
  - Orchidantha longiflora  (Scort.) Ridl. (1924)
  - Orchidantha maxillarioides  (Ridl.) K.Schum. (1900)
  - Orchidantha quadricolor  L.B.Pedersen & A.L.Lamb (2001)
  - Orchidantha sabahensis  A.L.Lamb & L.B.Pedersen (2001)
  - Orchidantha siamensis  K.Larsen (1961)
  - Orchidantha suratii  L.B.Pedersen, J.Linton & A.L.Lamb (2001)
  - Orchidantha vietnamica  K.Larsen, Adansonia, n.s. (1973 publ. 1974)

## Sinonímia
- Lowia Scort. =  Orchidantha N.E.Br.
- Protamomum Ridl. =  Orchidantha N.E.Br.
- Wolfia Post & Kuntze (SUH) =  Orchidantha N.E.Br.

SUH: sinónimo, não disponível, ilegitimamente depois homónimo